# Johannes Sculptor
Johannes Sculptor (svenska:Johannes skulptören) eller Johan Bildsnidare var ett anonymnamn på en svensk skulptör och byggmästare av okänd ursprung.
Johannes Sculptor var verksam som skulptör i Uppland vid 1400-talets slut. Efter honom finns ett signerat altarskåp från 1489 i Östra Ryds kyrka. På den högra dörrens yttersida finns inskriften som i översättning från latin lyder: 
I Herrens år 1488 på Johannes och Pauli dödsdag fullbordades arbetet med denna tavla av mig Johannes snickare med stöd av den lysande och ädle herr Johan Christensson, densammes hustru Birgitta och herr Mats Eriksson. Gud vare ära och tack. Helige Martin bed för oss hos Gud.
Bilderna på skåpet är stereotypt skurna och har troligen inspirerats av förebilder från den nordtyska och nederländska konsten. Till hans arbeten kan man även hänföra ett altarskåp till Ärentuna kyrka som numera förvaras på Upplands museum. Han anses vara identisk med Johannes snickare i Uppsala, som var borgmästare där flera gånger. 